# 巣鴨警察署
巣鴨警察署（すがもけいさつしょ）は、日本の東京都にある警視庁が管轄する警察署の一つである。第五方面本部所属。
豊島区の北東部と文京区のごく一部を管轄している。
署員数およそ230名、識別章所属表示はQF。

## 所在地
東京都豊島区北大塚一丁目15番15号
最寄駅：山手線・都電荒川線大塚駅
- 最寄り駅駅名から誤解を招き易いが、当警察署とは別に（しかも管轄地域が隣接して）大塚警察署が存在するので注意。

## 施設
- 代用監獄（留置場）

## 管轄区域
豊島区
- 駒込一・二・三・四・五・六・七丁目（全域）
- 巣鴨一丁目（一部を除く）、二・三・四・五丁目（巣鴨一丁目の一部は駒込警察署の管轄）
- 西巣鴨一・二・三・四丁目（全域）
- 北大塚一・二・三丁目（全域）
- 南大塚一・二・三丁目（全域）
- 東池袋二・三丁目（各一部を除く）、四丁目の一部（14から18・29から42番）、五丁目（一部を除く）（東池袋一丁目、二・三丁目の各一部は池袋警察署の管轄。前記以外の四丁目は池袋警察署と目白警察署の管轄。五丁目の一部は目白警察署の管轄）
- 上池袋一丁目（一部を除く。それ以外の上池袋は池袋警察署の管轄）

文京区
- 本駒込六丁目の一部（山手線以北）（それ以外の本駒込は駒込警察署と富坂警察署の管轄）

## 沿革
- 1915年6月：板橋警察署巣鴨警部補派出所を設置。
- 1918年3月：板橋警察署巣鴨分署になる。
- 1919年6月：巣鴨警察署として独立。庁舎は現在の北大塚2丁目にあった。
- 1945年：空襲により巣鴨に移転。
- 1970年12月：巣鴨より現在地に移転。

## 組織
- 警務課
- 会計課
- 交通課
- 警備課
- 地域課
- 刑事組織犯罪対策課
- 生活安全課

## 交番
- 大塚駅前交番（豊島区南大塚三丁目33番1号）
- 庚申塚交番（豊島区西巣鴨三丁目20番14号）
- 駒込駅前交番（豊島区駒込二丁目2番1号）
- サンシャイン前交番（豊島区東池袋三丁目1番7号）
- 巣鴨駅前交番（豊島区巣鴨二丁目1番1号）
- 巣鴨新田交番（豊島区西巣鴨一丁目3番6号）

## 駐在所
- 染井駐在所（豊島区駒込六丁目1番7号）

## 地域安全センター
- 巣鴨向原地域安全センター（豊島区東池袋二丁目1番1号）2007年4月1日に巣鴨向原交番から転換。

## 主な未解決事件
- 巣鴨三丁目占い師殺人事件[1]